# Walter Davis (basket-ball)
Pour les articles homonymes, voir Davis et Walter Davis.
Walter Paul Davis (né le 9 septembre 1954 à Pineville, Caroline du Nord et mort le 2 novembre 2023 à Charlotte en Caroline du Nord) était un joueur professionnel américain de basket-ball.
Arrière-ailier d'1,98 m, Davis passe 15 années en National Basketball Association, la plupart aux Suns de Phoenix. À sa sortie de l'Université de Caroline du Nord (UNC), il est sélectionné dans l'équipe américaine, dirigée par l'entraîneur de l'UNC Dean Smith, qui remporte la médaille d'or aux Jeux olympiques d'été de 1976.
Il est le meilleur marqueur de l'histoire des Suns de Phoenix. En 2024 il est introduit au Basketball Hall of Fame

## Biographie
Les Suns sélectionnent Davis avec le cinquième rang de la Draft 1977 de la NBA. Il a un impact immédiat, jouant 81 matches et inscrivant 24,2 points par match pour sa première saison. Il remporte le trophée de NBA Rookie of the Year en 1978 et est intégré dans la All-NBA Second Team. Au terme de ses dix premières saisons, Davis a réalisé des moyennes de 20 points par match à six reprises, et participe à six NBA All-Star Game.
Durant sa carrière, Davis réalise des moyennes de 18,9 points, 3,8 passes décisives et 3,0 rebonds par match. Davis est surnommé « The Greyhound » pour son style rapide et son physique solide. Le commentateur des Suns Al McCoy invente divers surnoms pour lui, dont « Sweet D », « The Candyman », et « The Man with the Velvet Touch ». Davis est le meilleur marqueur de l'histoire des Suns avec 15 666 points et est considéré comme le meilleur shooteur de l'histoire de la franchise.
La fin de carrière de Davis est gâchée par des problèmes de blessures récurrentes au dos et par un scandale de drogue. En 1987, il est appelé à témoigner sur l'usage illégal de drogue par d'autres joueurs des Suns en échange d'une immunité (il est entré deux fois en cure de désintoxication pour addiction à la cocaïne). Son déclin correspond à celui des Suns et, à l'expiration de son contrat en 1988, l'équipe ne lui propose rien. Âgé de 33 ans, il signe un contrat de deux ans avec les Nuggets de Denver, il remporte avec eux l'Open McDonald's en 1989 et est élu MVP du tournoi. Il arrête de jouer avec Denver à l'issue de ces deux années de contrat et est inclus dans un transfert avec trois équipes début 1991 qui l'envoie aux Trail Blazers de Portland pour une moitié de saison. À l'été 1991, il retourne à Denver pour y conclure sa carrière.
Davis est plus tard commentateur pour les Nuggets puis devient recruteur pour les Wizards de Washington. Au fil du temps, Davis et les Suns renouent leur relation. En 1994, son numéro 6 est retiré par les Suns et en 2004, et il est intronisé dans l'équipe « Ring of Honor».
Il est l'un des joueurs qui ont inspiré Michael Jordan. Son neveu Hubert Davis joua aussi à l'Université de Caroline du Nord et en NBA.
Walter Davis meurt le 2 novembre 2023 de causes naturelles, lors d'une visite à sa famille à Charlotte en Caroline du Nord. Il était âgé de 69 ans.

## Statistiques
gras = ses meilleures performances

### Universitaires
Statistiques en université de Walter Davis
| Saison    | Équipe           | Matchs | Titul. | Min./m | % Tir | % 3pts | % LF | Rbds/m. | Pass/m. | Int/m. | Ctr/m. | Pts/m. |
| --------- | ---------------- | ------ | ------ | ------ | ----- | ------ | ---- | ------- | ------- | ------ | ------ | ------ |
| 1973-1974 | Caroline du Nord | 27     | —      | —      | 50,0  | —      | 79,3 | 4,7     | 2,7     | —      | —      | 14,3   |
| 1974-1975 | Caroline du Nord | 31     | —      | —      | 50,5  | —      | 75,4 | 6,3     | 4,4     | —      | —      | 16,1   |
| 1975-1976 | Caroline du Nord | 29     | —      | —      | 54,1  | —      | 77,7 | 5,7     | 3,3     | 2,4    | 0,6    | 16,6   |
| 1976-1977 | Caroline du Nord | 32     | —      | —      | 57,8  | —      | 77,8 | 5,7     | 3,3     | 2,4    | 0,7    | 15,5   |
| Carrière  | Carrière         | 119    | —      | —      | 53,1  | —      | 77,3 | 5,6     | 3,4     | 2,4    | 0,6    | 15,7   |

### Professionnelles

#### Saison régulière
Légende :
| Recrue/rookie de la saison |

Statistiques en saison régulière de Walter Davis
| Saison        | Équipe        | Matchs | Titul. | Min./m | % Tir | % 3pts | % LF  | Rbds/m. | Pass/m. | Int/m. | Ctr/m. | Pts/m. |
| ------------- | ------------- | ------ | ------ | ------ | ----- | ------ | ----- | ------- | ------- | ------ | ------ | ------ |
| 1977-1978     | Phoenix       | 81     | 81     | 32,0   | 52,6  | —      | 83,0  | 6,0     | 3,4     | 1,4    | 0,2    | 24,2   |
| 1978-1979     | Phoenix       | 79     | 78     | 30,8   | 56,1  | —      | 83,1  | 4,7     | 4,3     | 1,9    | 0,3    | 23,6   |
| 1979-1980     | Phoenix       | 75     | 73     | 30,8   | 56,3  | 0,0    | 81,9  | 3,6     | 4,5     | 1,5    | 0,3    | 21,5   |
| 1980-1981     | Phoenix       | 78     | 77     | 28,0   | 53,9  | 41,2   | 83,6  | 2,6     | 3,9     | 1,2    | 0,2    | 18,0   |
| 1981-1982     | Phoenix       | 55     | 12     | 21,5   | 52,3  | 18,8   | 82,0  | 1,9     | 2,9     | 0,8    | 0,1    | 14,4   |
| 1982-1983     | Phoenix       | 80     | 79     | 31,1   | 51,6  | 30,4   | 81,8  | 2,5     | 5,0     | 1,5    | 0,2    | 19,0   |
| 1983-1984     | Phoenix       | 78     | 70     | 32,6   | 51,2  | 23,0   | 86,3  | 2,6     | 5,5     | 1,4    | 0,2    | 20,0   |
| 1984-1985     | Phoenix       | 23     | 9      | 24,8   | 45,0  | 30,0   | 87,7  | 1,5     | 4,3     | 0,8    | 0,0    | 15,0   |
| 1985-1986     | Phoenix       | 70     | 62     | 32,0   | 48,5  | 23,7   | 84,3  | 2,9     | 5,2     | 1,4    | 0,0    | 21,8   |
| 1986-1987     | Phoenix       | 79     | 79     | 33,5   | 51,4  | 25,9   | 86,2  | 3,1     | 4,6     | 1,2    | 0,1    | 23,6   |
| 1987-1988     | Phoenix       | 68     | 48     | 28,7   | 47,3  | 37,5   | 88,7  | 2,3     | 4,1     | 1,3    | 0,0    | 17,9   |
| 1988-1989     | Denver        | 81     | 0      | 22,9   | 49,8  | 29,0   | 87,9  | 1,9     | 2,3     | 0,9    | 0,1    | 15,6   |
| 1989-1990     | Denver        | 69     | 0      | 23,7   | 48,1  | 13,0   | 91,2  | 2,6     | 2,2     | 0,9    | 0,1    | 17,5   |
| 1990-1991     | Denver        | 39     | 13     | 26,8   | 47,4  | 30,3   | 91,5  | 3,2     | 2,2     | 1,6    | 0,1    | 18,7   |
| 1990-1991     | Portland      | 32     | 1      | 13,7   | 44,6  | 33,3   | 91,3  | 1,8     | 1,3     | 0,6    | 0,0    | 6,1    |
| 1991-1992     | Denver        | 46     | 0      | 16,1   | 45,9  | 31,3   | 87,2  | 1,5     | 1,5     | 0,6    | 0,0    | 9,9    |
| Carrière      | Carrière      | 1033   | 682    | 27,9   | 51,1  | 27,2   | 85,1  | 3,0     | 3,8     | 1,2    | 0,1    | 18,9   |
| All-Star Game | All-Star Game | 6      | 1      | 18,2   | 45,5  | 100,0  | 100,0 | 3,3     | 2,5     | 1,2    | 0,0    | 9,8    |

#### Playoffs
Légende :
| Meilleur joueur de cette catégorie statistique de la saison |

Statistiques en playoffs de Walter Davis
| Saison   | Équipe   | Matchs | Titul. | Min./m | % Tir | % 3pts | % LF  | Rbds/m. | Pass/m. | Int/m. | Ctr/m. | Pts/m. |
| -------- | -------- | ------ | ------ | ------ | ----- | ------ | ----- | ------- | ------- | ------ | ------ | ------ |
| 1978     | Phoenix  | 2      | 2      | 33,0   | 47,5  | —      | 75,0  | 8,5     | 4,0     | 1,5    | 0,0    | 25,0   |
| 1979     | Phoenix  | 15     | 15     | 32,7   | 52,0  | —      | 81,3  | 4,6     | 5,3     | 1,7    | 0,3    | 22,1   |
| 1980     | Phoenix  | 8      | 8      | 30,6   | 50,4  | 0,0    | 73,7  | 2,9     | 4,4     | 0,5    | 0,1    | 20,8   |
| 1981     | Phoenix  | 7      | 7      | 28,4   | 48,1  | 0,0    | 58,8  | 2,7     | 3,1     | 1,0    | 0,1    | 16,0   |
| 1982     | Phoenix  | 7      | 0      | 24,7   | 44,8  | 33,3   | 91,7  | 3,1     | 4,3     | 0,7    | 0,1    | 18,1   |
| 1983     | Phoenix  | 3      | 3      | 37,7   | 43,5  | 50,0   | 81,0  | 5,0     | 4,3     | 2,0    | 1,7    | 26,0   |
| 1984     | Phoenix  | 17     | 17     | 36,6   | 53,5  | 27,3   | 89,7  | 2,7     | 6,4     | 1,7    | 0,2    | 24,9   |
| 1989     | Denver   | 3      | 0      | 31,3   | 51,7  | 0,0    | 100,0 | 1,7     | 1,3     | 1,0    | 0,0    | 25,7   |
| 1990     | Denver   | 3      | 0      | 23,3   | 40,0  | 0,0    | 100,0 | 3,0     | 2,0     | 0,3    | 0,0    | 14,0   |
| 1991     | Portland | 13     | 0      | 8,5    | 39,6  | 0,0    | 83,3  | 1,2     | 0,5     | 0,3    | 0,0    | 3,3    |
| Carrière | Carrière | 78     | 59     | 28,0   | 49,6  | 19,2   | 83,0  | 3,1     | 4,0     | 1,1    | 0,2    | 18,6   |

## Pour approfondir
- Liste des joueurs en NBA ayant joué plus de 1 000 matchs en carrière.
- Liste des meilleurs marqueurs en NBA en carrière.